# Springfield Armor
Springfield Armor és un equip de bàsquet fundat l'any 2009, amb seu a Springfield (Massachusetts), que juga a la Lliga de Desenvolupament de la NBA. Els Armors juguen els seus partits com a local al MassMutual Centre, al barri de Metro Center. L'equip és propietat de HWS Basketball, LLC, que és principalment propietat de Michael Savit, anteriorment Vicepresident Sènior d'International Management Group. (El seu grup de Beisbol HWS posseeix i opera quatre lligues menors dels equips de beisbol. BayBears mòbils de la Lliga del Sud, Modesto la Lliga de Califòrnia Femelles, Mahoning el New York-Penn League Scrappers Valley, and the Blowfish Coastal Plain League de Columbia). Des de l'inici de la temporada 2011-2012, ha estat l'equip filial dels Brooklyn Nets.
El nom dels Springfield Armor ve de la famosa Springfield Armory, la qual va ser fundada per George Washington el 1777 com l'arsenal de l'exèrcit continental, i va passar a convertir-se en una institució molt important i innovadora en la història nord-americana. El Pentàgon va tancar la polèmica Springfield Armory durant la Guerra del Vietnam. Avui en dia, la Springfield Armory és un Parc Nacional, amb un museu amb la major col·lecció d'armes de foc a tot el món.

## Afiliacions
- Brooklyn Nets (des del 2009)
- New York Knicks (2009–2011)
- Philadelphia 76ers (2009–2011)